# El Clásico

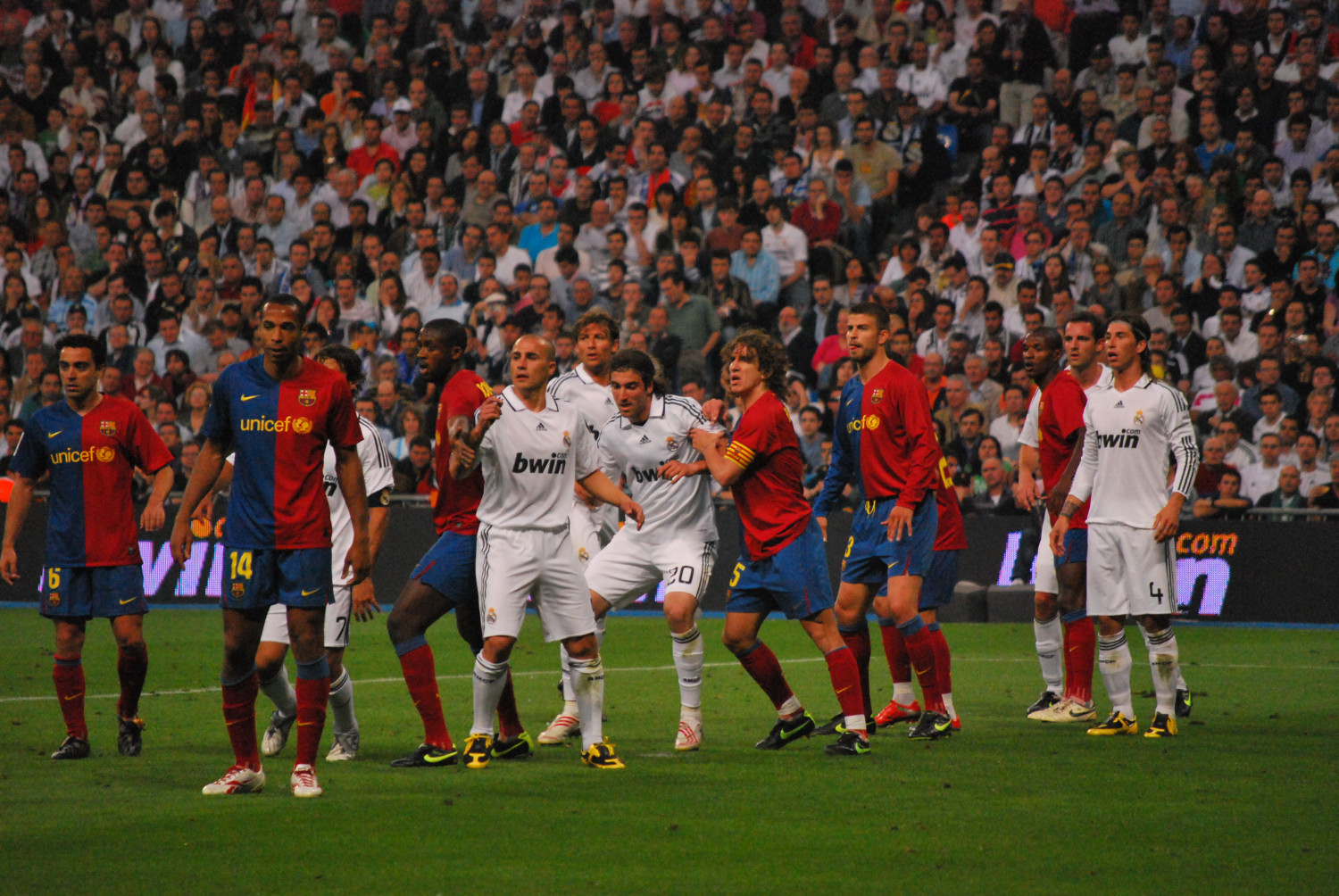
Una fase di gioco di Real Madrid-Barcellona del 2 maggio 2009

El Clásico è il nome con cui è comunemente indicata la partita di calcio disputata tra le squadre del Barcellona e del Real Madrid, i due club più titolati di Spagna.
Nonostante non possa essere indicato come un derby vero e proprio secondo i criteri generali (si affrontano squadre di città differenti), nell'immaginario collettivo è divenuto l'incontro più sentito da entrambe le tifoserie, nonché uno dei più famosi a livello europeo e mondiale.

## Rivalità

### Storia
La rivalità tra il Real Madrid e il Barcellona è leggendaria e ha da tempo superato la dimensione sportiva, tanto che le elezioni per le presidenze dei club sono state fortemente politicizzate. Lo scrittore inglese Phil Ball, nella sua opera Morbo: The Story of Spanish Football afferma riguardo a el clásico ha affermato "si odiano a vicenda con un'intensità che può veramente scioccare lo spettatore esterno."
Negli anni '30, il Barcellona "aveva sviluppato una reputazione come simbolo dell'identità catalana, opposta alle tendenze centralizzanti di Madrid". Nel 1936, quando Francisco Franco avviò il colpo di Stato contro la democratica Seconda Repubblica Spagnola, il presidente del Barcellona, Josep Sunyol, membro della Sinistra Repubblicana di Catalogna e deputato alle Corti Generali, fu arrestato e giustiziato senza processo dalle truppe di Franco (Sunyol stava svolgendo le sue attività politiche, visitando le truppe repubblicane a nord di Madrid). Durante le dittature di Miguel Primo de Rivera e soprattutto di Francisco Franco, tutte le lingue e le identità regionali in Spagna erano malviste e limitate. Di conseguenza, la maggior parte dei cittadini di Barcellona era fortemente contraria ad un regime similar-fascista. In questo periodo, il Barcellona acquisì il suo motto Més que un club (italiano: Più di un club) per la presunta connessione con le credenze nazionaliste catalane così come con le convinzioni progressiste.
L'immagine di entrambi i club è stata ulteriormente influenzata dalla creazione di gruppi ultras, alcuni dei quali sono diventati dei veri e propri hooligans. Nel 1980 fu fondato l'Ultras Sur, un gruppo ultras di estrema destra del Real Madrid, seguito nel 1981 dalla fondazione del gruppo ultras del Barcellona Boixos Nois, inizialmente di sinistra e poi rivelatosi di estrema destra. Entrambi i gruppi divennero noti per le loro azioni violente, e una delle fazioni più conflittuali dei tifosi del Barcellona, i Casuals, è stata definita un'organizzazione criminale a tutti gli effetti.

## Rilevanza politica
La partita porta con sé una grande rilevanza politica, in quanto Madrid è la capitale e la città più grande della Spagna e Barcellona è la capitale e la città più grande della comunità autonoma della Catalogna, quest'ultima avente un movimento indipendentista in corso. Inoltre, i due club calcistici sono spesso identificati con posizioni politiche opposte, con il Real Madrid considerato come un rappresentante del nazionalismo spagnolo e il Barcellona considerato come un rappresentante del nazionalismo catalano.
I due club spagnoli sono tra i più ricchi e più di successo nel mondo del calcio. Nel 2014 Forbes ha classificato il Barcellona e il Real Madrid come i due team sportivi di maggior valore economico al mondo. Entrambi i club hanno una base di fan globale; sono i due team sportivi più seguiti al mondo sui social media.

## Lista dei risultati

### Campionato spagnolo
| Num. | Data       | Stagione                   | Squadra in casa | Risultato | Squadra in trasferta | Reti Barcellona                                                               | Reti Real Madrid                                               |
| ---- | ---------- | -------------------------- | --------------- | --------- | -------------------- | ----------------------------------------------------------------------------- | -------------------------------------------------------------- |
| 1    | 17/02/1929 | Primera División 1929      | Barcellona      | 1 - 2     | Real Madrid          | Parera (70)                                                                   | Morera (10, 55)                                                |
| 2    | 09/05/1929 | Primera División 1929      | Real Madrid     | 0 - 1     | Barcellona           | Sastre (83)                                                                   |                                                                |
| 3    | 26/01/1930 | Primera División 1929-1930 | Barcellona      | 1 - 4     | Real Madrid          | Bestit (63)                                                                   | Rubio (10, 37), F. López (17), Lazcano (71)                    |
| 4    | 30/03/1930 | Primera División 1929-1930 | Real Madrid     | 5 - 1     | Barcellona           | Goiburu (84)                                                                  | Rubio (5, 23), Lazcano (42, 68, 72)                            |
| 5    | 01/02/1931 | Primera División 1930-1931 | Real Madrid     | 0 - 0     | Barcellona           |                                                                               |                                                                |
| 6    | 05/04/1931 | Primera División 1930-1931 | Barcellona      | 3 - 1     | Real Madrid          | Ramón (12, 35, 73)                                                            | Eugenio (38)                                                   |
| 7    | 31/01/1932 | Primera División 1931-1932 | Real Madrid     | 2 - 0     | Barcellona           |                                                                               | Olivares (26, 40)                                              |
| 8    | 03/04/1932 | Primera División 1931-1932 | Barcellona      | 2 - 2     | Real Madrid          | Samitier (20), Arocha (87 rig.)                                               | Lazcano (43), Regueiro (70)                                    |
| 9    | 01/01/1933 | Primera División 1932-1933 | Barcellona      | 1 - 1     | Real Madrid          | Arocha (68)                                                                   | Regueiro (78 rig.)                                             |
| 10   | 05/03/1933 | Primera División 1932-1933 | Real Madrid     | 2 - 1     | Barcellona           | Goiburu (89)                                                                  | Samitier (35, 68)                                              |
| 11   | 26/11/1933 | Primera División 1933-1934 | Barcellona      | 1 - 2     | Real Madrid          | Morera (46)                                                                   | Olivares (9), Regueiro (26)                                    |
| 12   | 28/01/1934 | Primera División 1933-1934 | Real Madrid     | 4 - 0     | Barcellona           |                                                                               | Valle (7), Samitier (20), Regueiro (30), Eugenio (50)          |
| 13   | 03/02/1935 | Primera División 1934-1935 | Real Madrid     | 8 - 2     | Barcellona           | Escolà (17), Guzmán (68)                                                      | Lazcano (15, 42, 73), Sañudo (21, 35, 47, 81), Regueiro (29)   |
| 14   | 21/04/1935 | Primera División 1934-1935 | Barcellona      | 5 - 0     | Real Madrid          | Ventolrà (43, 62, 68, 82), Escolà (48)                                        |                                                                |
| 15   | 22/12/1935 | Primera División 1935-1936 | Barcellona      | 0 - 3     | Real Madrid          |                                                                               | Regueiro (21), Diz (40), Lecue (47)                            |
| 16   | 22/03/1936 | Primera División 1935-1936 | Real Madrid     | 3 - 0     | Barcellona           |                                                                               | Lecue (10, 47), Emilin (43)                                    |
| 17   | 28/01/1940 | Primera División 1939-1940 | Real Madrid     | 2 - 1     | Barcellona           | Pascual (3)                                                                   | Alonso (1), Lecue (75)                                         |
| 18   | 14/04/1940 | Primera División 1939-1940 | Barcellona      | 0 - 0     | Real Madrid          |                                                                               |                                                                |
| 19   | 01/12/1940 | Primera División 1940-1941 | Barcellona      | 3 - 0     | Real Madrid          | Sospedra (49, 69), Valle Mas (53)                                             |                                                                |
| 20   | 23/02/1941 | Primera División 1940-1941 | Real Madrid     | 1 - 2     | Barcellona           | Bravo (60), Martín (63)                                                       | Barinaga (49)                                                  |
| 21   | 19/10/1941 | Primera División 1941-1942 | Real Madrid     | 4 - 3     | Barcellona           | Calvet (25), Raich (60 rig.), Gracia (87)                                     | Arbiza (17, 70), Benito (35 aut.), Belmar (55)                 |
| 22   | 25/01/1942 | Primera División 1941-1942 | Barcellona      | 0 - 2     | Real Madrid          |                                                                               | Alday (63, 78)                                                 |
| 23   | 27/09/1942 | Primera División 1942-1943 | Real Madrid     | 3 - 0     | Barcellona           |                                                                               | Arbiza (7, 89), Alsúa (52)                                     |
| 24   | 10/01/1943 | Primera División 1942-1943 | Barcellona      | 5 - 5     | Real Madrid          | Martín (25, 40), Escolà (31), Valle Mas (32, 62)                              | Alonso (10), Alday (27, 51), Botella (74), Mardones II (87)    |
| 25   | 02/01/1944 | Primera División 1943-1944 | Real Madrid     | 0 - 1     | Barcellona           | Valle Mas (50)                                                                |                                                                |
| 26   | 09/04/1944 | Primera División 1943-1944 | Barcellona      | 1 - 2     | Real Madrid          | Escolà (13)                                                                   | Alsúa (62), Rosalénch (71 aut.)                                |
| 27   | 12/11/1944 | Primera División 1944-1945 | Real Madrid     | 1 - 0     | Barcellona           |                                                                               | Moleiro (21)                                                   |
| 28   | 25/03/1945 | Primera División 1944-1945 | Barcellona      | 5 - 0     | Real Madrid          | César (41, 46), Bravo (52), Escolà (77), Gonzalvo III (86)                    |                                                                |
| 29   | 25/11/1945 | Primera División 1945-1946 | Real Madrid     | 3 - 2     | Barcellona           | Martín (51), Gonzalvo III (85)                                                | Barinaga (23), Pruden (63), Belmar (67)                        |
| 30   | 03/03/1946 | Primera División 1945-1946 | Barcellona      | 1 - 0     | Real Madrid          | César (17)                                                                    |                                                                |
| 31   | 01/12/1946 | Primera División 1946-1947 | Real Madrid     | 2 - 1     | Barcellona           | Seguer (23)                                                                   | Corona (4 rig.), Molowny (79)                                  |
| 32   | 30/03/1947 | Primera División 1946-1947 | Barcellona      | 3 - 2     | Real Madrid          | Bravo (18), Navarro (39, 49)                                                  | Arsuaga (48, 60)                                               |
| 33   | 12/10/1947 | Primera División 1947-1948 | Real Madrid     | 1 - 1     | Barcellona           | Clemente (31 aut.)                                                            | Barinaga (65)                                                  |
| 34   | 25/01/1948 | Primera División 1947-1948 | Barcellona      | 4 - 2     | Real Madrid          | Seguer (2), Basora (28, 58), César (43)                                       | Gallardo (68), Rafa Yunta (76)                                 |
| 35   | 19/09/1948 | Primera División 1948-1949 | Real Madrid     | 1 - 2     | Barcellona           | Florencio (41), Basora (48)                                                   | Barinaga (60)                                                  |
| 36   | 09/01/1949 | Primera División 1948-1949 | Barcellona      | 3 - 1     | Real Madrid          | César (28, 61), Basora (56)                                                   | Pahiño (9)                                                     |
| 37   | 18/09/1949 | Primera División 1949-1950 | Real Madrid     | 6 - 1     | Barcellona           | Gonzalvo II (85)                                                              | Olmedo (2), Cabrera (4), Pahiño (40, 68), Macala (62, 69)      |
| 38   | 15/01/1950 | Primera División 1949-1950 | Barcellona      | 2 - 3     | Real Madrid          | Basora (41), César (53)                                                       | Pahiño (58), Rafael Verdú (66), Cabrera (73)                   |
| 39   | 24/09/1950 | Primera División 1950-1951 | Barcellona      | 7 - 2     | Real Madrid          | Nicolau (9, 56), César (14), Aurelio (39, 88), Gonzalvo III (62), Basora (82) | Molowny (15), García González (66)                             |
| 40   | 14/01/1951 | Primera División 1950-1951 | Real Madrid     | 4 - 1     | Barcellona           | Canal (31)                                                                    | Narro (8, 17, 29), Pahiño (13)                                 |
| 41   | 11/11/1951 | Primera División 1951-1952 | Real Madrid     | 5 - 1     | Barcellona           | Basora (44)                                                                   | Molowny (3), Cabrera (32), Pahiño (35, 87), Roque Olsen (57)   |
| 42   | 02/03/1952 | Primera División 1951-1952 | Barcellona      | 4 - 2     | Real Madrid          | Vila Soler (13), César (36, 56, 74)                                           | Roque Olsen (33), Arsuaga (39)                                 |
| 43   | 23/11/1952 | Primera División 1952-1953 | Real Madrid     | 2 - 1     | Barcellona           | Manchón (67)                                                                  | Arsuaga (76, 80)                                               |
| 44   | 05/04/1953 | Primera División 1952-1953 | Barcellona      | 1 - 0     | Real Madrid          | Moreno (15)                                                                   |                                                                |
| 45   | 25/10/1953 | Primera División 1953-1954 | Real Madrid     | 5 - 0     | Barcellona           |                                                                               | di Stéfano (10, 85), Roque Olsen (34, 35), Molowny (39)        |
| 46   | 21/02/1954 | Primera División 1953-1954 | Barcellona      | 5 - 1     | Real Madrid          | Tejada (14, 86), César (50), Moreno (74), Manchón (89)                        | di Stéfano (6)                                                 |
| 47   | 21/11/1954 | Primera División 1954-1955 | Real Madrid     | 3 - 0     | Barcellona           |                                                                               | di Stéfano (rig. 44), Héctor Rial (66), Joseito (67)           |
| 48   | 06/03/1955 | Primera División 1954-1955 | Barcellona      | 2 - 2     | Real Madrid          | Basora (31), Dagoberto Moll (70)                                              | Gento (19, 64)                                                 |
| 49   | 13/11/1955 | Primera División 1955-1956 | Real Madrid     | 2 - 1     | Barcellona           | Areta (77)                                                                    | Héctor Rial (35), Marquitos (89)                               |
| 50   | 18/03/1956 | Primera División 1955-1956 | Barcellona      | 2 - 0     | Real Madrid          | Villaverde (18, 29)                                                           |                                                                |
| 51   | 11/11/1956 | Primera División 1956-1957 | Barcellona      | 1 - 0     | Real Madrid          | Luis Suárez (46)                                                              |                                                                |
| 52   | 03/03/1957 | Primera División 1956-1957 | Real Madrid     | 1 - 0     | Barcellona           |                                                                               | Joseito (21)                                                   |
| 53   | 13/10/1957 | Primera División 1957-1958 | Real Madrid     | 3 - 0     | Barcellona           |                                                                               | Kopa (10), Héctor Rial (43), di Stéfano (73)                   |
| 54   | 02/02/1958 | Primera División 1957-1958 | Barcellona      | 0 - 2     | Real Madrid          |                                                                               | Marsal (34), Héctor Rial (37)                                  |
| 55   | 26/10/1958 | Primera División 1958-1959 | Barcellona      | 4 - 0     | Real Madrid          | Evaristo (23, 67, 70), Tejada (88)                                            |                                                                |
| 56   | 15/02/1959 | Primera División 1958-1959 | Real Madrid     | 1 - 0     | Barcellona           |                                                                               | Herrera (79)                                                   |
| 57   | 29/11/1959 | Primera División 1959-1960 | Real Madrid     | 2 - 0     | Barcellona           |                                                                               | Mateos (5), di Stéfano (82)                                    |
| 58   | 20/03/1960 | Primera División 1959-1960 | Barcellona      | 3 - 1     | Real Madrid          | Kocsis (50), Martínez (60), Villaverde (62)                                   | di Stéfano (58)                                                |
| 59   | 04/12/1960 | Primera División 1960-1961 | Barcellona      | 3 - 5     | Real Madrid          | Martínez (28), Villaverde (34), Kubala (89)                                   | di Stéfano (3, 81), del Sol (15), Gento (43, 79)               |
| 60   | 26/03/1961 | Primera División 1960-1961 | Real Madrid     | 3 - 2     | Barcellona           | Luis Suárez (80), Kubala (89)                                                 | del Sol (55), di Stéfano (60), Puskás (78)                     |
| 61   | 30/09/1961 | Primera División 1961-1962 | Real Madrid     | 2 - 0     | Barcellona           |                                                                               | Puskás (14), del Sol (72)                                      |
| 62   | 21/01/1962 | Primera División 1961-1962 | Barcellona      | 3 - 1     | Real Madrid          | Evaristo (4, 83), Kocsis (40)                                                 | Félix Ruiz (86)                                                |
| 63   | 30/09/1962 | Primera División 1962-1963 | Real Madrid     | 2 - 0     | Barcellona           |                                                                               | di Stéfano (20, 70)                                            |
| 64   | 27/01/1963 | Primera División 1962-1963 | Barcellona      | 1 - 5     | Real Madrid          | Ré (34)                                                                       | Puskás (24 rig., 35, 71), di Stéfano (47), Gento (67)          |
| 65   | 15/12/1963 | Primera División 1963-1964 | Real Madrid     | 4 - 0     | Barcellona           |                                                                               | Puskás (37, 68, rig. 84), di Stéfano (77)                      |
| 66   | 30/03/1964 | Primera División 1963-1964 | Barcellona      | 1 - 2     | Real Madrid          | Zaldúa (27)                                                                   | Gento (18), Puskás (43)                                        |
| 67   | 08/11/1964 | Primera División 1964-1965 | Real Madrid     | 4 - 1     | Barcellona           | Ré (68)                                                                       | Amancio (16, 31, 74), Serena (76)                              |
| 68   | 28/02/1965 | Primera División 1964-1965 | Barcellona      | 1 - 2     | Real Madrid          | Ré (40)                                                                       | Pirri (63), Serena (70)                                        |
| 69   | 19/12/1965 | Primera División 1965-1966 | Real Madrid     | 1 - 3     | Barcellona           | Fusté (7, 8), Zaldúa (34)                                                     | Félix Ruiz (20)                                                |
| 70   | 27/03/1966 | Primera División 1965-1966 | Barcellona      | 2 - 1     | Real Madrid          | Rifé (59), Zaballa (63)                                                       | Gento (39)                                                     |
| 71   | 20/11/1966 | Primera División 1966-1967 | Real Madrid     | 1 - 0     | Barcellona           |                                                                               | Veloso (89)                                                    |
| 72   | 19/03/1967 | Primera División 1966-1967 | Barcellona      | 2 - 1     | Real Madrid          | Fusté (7, 89)                                                                 | Amancio (42)                                                   |
| 73   | 10/12/1967 | Primera División 1967-1968 | Real Madrid     | 1 - 1     | Barcellona           | Zaldúa (78)                                                                   | Gento (65 rig.)                                                |
| 74   | 09/04/1968 | Primera División 1967-1968 | Barcellona      | 1 - 1     | Real Madrid          | Zaldúa (12)                                                                   | Pirri (43)                                                     |
| 75   | 16/11/1968 | Primera División 1968-1969 | Real Madrid     | 2 - 1     | Barcellona           | Zaldúa (19)                                                                   | Pirri (32), José Luis (75)                                     |
| 76   | 09/03/1968 | Primera División 1968-1969 | Barcellona      | 1 - 1     | Real Madrid          | Zaldúa (26)                                                                   | Gento (87 rig.)                                                |
| 77   | 14/09/1969 | Primera División 1969-1970 | Real Madrid     | 3 - 3     | Barcellona           | Bustillo (3, 5), Rexach (71)                                                  | Fleitas (18, 38), Gento (63)                                   |
| 78   | 28/12/1969 | Primera División 1969-1970 | Barcellona      | 1 - 0     | Real Madrid          | Gallego (29)                                                                  |                                                                |
| 79   | 25/10/1970 | Primera División 1970-1971 | Real Madrid     | 0 - 1     | Barcellona           | Zabalza (28)                                                                  |                                                                |
| 80   | 14/02/1971 | Primera División 1970-1971 | Barcellona      | 0 - 1     | Real Madrid          |                                                                               | Grande (67)                                                    |
| 81   | 28/11/1971 | Primera División 1971-1972 | Real Madrid     | 1 - 1     | Barcellona           | Asensi (68)                                                                   | Grosso (6)                                                     |
| 82   | 03/04/1972 | Primera División 1971-1972 | Barcellona      | 1 - 0     | Real Madrid          | Asensi (11)                                                                   |                                                                |
| 83   | 01/10/1972 | Primera División 1972-1973 | Barcellona      | 1 - 0     | Real Madrid          | Barrios (52)                                                                  |                                                                |
| 84   | 25/02/1973 | Primera División 1972-1973 | Real Madrid     | 0 - 0     | Barcellona           |                                                                               |                                                                |
| 85   | 07/10/1973 | Primera División 1973-1974 | Barcellona      | 0 - 0     | Real Madrid          |                                                                               |                                                                |
| 86   | 17/02/1974 | Primera División 1973-1974 | Real Madrid     | 0 - 5     | Barcellona           | Asensi (30, 54), Cruyff (39), Juan Carlos (65), Sotil (69)                    |                                                                |
| 87   | 05/01/1975 | Primera División 1974-1975 | Real Madrid     | 1 - 0     | Barcellona           |                                                                               | Juan Roberto Martínez (43)                                     |
| 88   | 11/05/1975 | Primera División 1974-1975 | Barcellona      | 0 - 0     | Real Madrid          |                                                                               |                                                                |
| 89   | 28/12/1975 | Primera División 1975-1976 | Barcellona      | 2 - 1     | Real Madrid          | Neeskens (3), Rexach (89)                                                     | Pirri (64)                                                     |
| 90   | 30/04/1976 | Primera División 1975-1976 | Real Madrid     | 0 - 2     | Barcellona           | Rexach (15), Heredia (64)                                                     |                                                                |
| 91   | 19/09/1976 | Primera División 1976-1977 | Barcellona      | 3 - 1     | Real Madrid          | Marcial (29), Cruyff (53), Heredia (86)                                       | Pirri (52)                                                     |
| 92   | 30/01/1977 | Primera División 1976-1977 | Real Madrid     | 1 - 1     | Barcellona           | Cruyff (16)                                                                   | Pirri (2 rig.)                                                 |
| 93   | 04/12/1977 | Primera División 1977-1978 | Barcellona      | 2 - 3     | Real Madrid          | Rexach (30 rig., 67)                                                          | Jensen (23), Santillana (35), Stielike (54)                    |
| 94   | 05/04/1978 | Primera División 1977-1978 | Real Madrid     | 4 - 0     | Barcellona           |                                                                               | Jensen (6, 10), Juanito (69), Santillana (80)                  |
| 95   | 23/09/1978 | Primera División 1978-1979 | Real Madrid     | 3 - 1     | Barcellona           | Neeskens (15)                                                                 | Santillana (29, 46), Jensen (32)                               |
| 96   | 17/02/1979 | Primera División 1978-1979 | Barcellona      | 2 - 0     | Real Madrid          | Krankl (52), Asensi (61)                                                      |                                                                |
| 97   | 23/09/1979 | Primera División 1979-1980 | Real Madrid     | 3 - 2     | Barcellona           | Landáburu (23), Krankl (36)                                                   | Santillana (6), Juanito (8), Cunningham (32)                   |
| 98   | 10/02/1980 | Primera División 1979-1980 | Barcellona      | 0 - 2     | Real Madrid          |                                                                               | García Hernández (61), Santillana (63)                         |
| 99   | 30/11/1980 | Primera División 1980-1981 | Barcellona      | 2 - 1     | Real Madrid          | Schuster (15), Quini (64)                                                     | Juanito (22)                                                   |
| 100  | 29/03/1981 | Primera División 1980-1981 | Real Madrid     | 3 - 0     | Barcellona           |                                                                               | Juanito (rig. 53), Santillana (71), Stielike (76)              |
| 101  | 20/12/1981 | Primera División 1981-1982 | Barcellona      | 3 - 1     | Real Madrid          | Alexanko (7), Quini (53, 60 rig.)                                             | Juanito (49)                                                   |
| 102  | 18/04/1982 | Primera División 1981-1982 | Real Madrid     | 3 - 1     | Barcellona           | Quini (42)                                                                    | Rafael Cortés (6), Stielike (rig. 45), Isidro (82)             |
| 103  | 27/11/1982 | Primera División 1982-1983 | Real Madrid     | 0 - 2     | Barcellona           | Esteban Vigo (14), Quini (86)                                                 |                                                                |
| 104  | 26/03/1983 | Primera División 1982-1983 | Barcellona      | 2 - 1     | Real Madrid          | Maradona (45), Perico Alonso (77)                                             | Juanito (20)                                                   |
| 105  | 22/10/1983 | Primera División 1983-1984 | Barcellona      | 1 - 2     | Real Madrid          | Quini (17 rig.)                                                               | Juanito (12 rig.), Santillana (20)                             |
| 106  | 25/02/1984 | Primera División 1983-1984 | Real Madrid     | 2 - 1     | Barcellona           | Maradona (56)                                                                 | Juanito (16), Santillana (80)                                  |
| 107  | 02/09/1984 | Primera División 1984-1985 | Real Madrid     | 0 - 3     | Barcellona           | Ángel (46 aut.), Archibald (86), Calderé (89)                                 |                                                                |
| 108  | 30/12/1984 | Primera División 1984-1985 | Barcellona      | 3 - 2     | Real Madrid          | Gerardo (25), Migueli (53), Esteban Vigo (79)                                 | Sanchís (30), Butragueño (89)                                  |
| 109  | 09/11/1985 | Primera División 1985-1986 | Barcellona      | 2 - 0     | Real Madrid          | Marcos (2), Calderé (72)                                                      |                                                                |
| 110  | 08/03/1986 | Primera División 1985-1986 | Real Madrid     | 3 - 1     | Barcellona           | Amarilla (51)                                                                 | Maceda (64), Valdano (67), Butragueño (83)                     |
| 111  | 08/10/1986 | Primera División 1986-1987 | Real Madrid     | 1 - 1     | Barcellona           | Pedraza (6)                                                                   | Hugo Sánchez (27 rig.)                                         |
| 112  | 31/01/1987 | Primera División 1986-1987 | Barcellona      | 3 - 2     | Real Madrid          | Lineker (2, 5, 47)                                                            | Valdano (61), Hugo Sánchez (80 rig.)                           |
| 113  | 12/04/1987 | Primera División 1987-1988 | Real Madrid     | 0 - 0     | Barcellona           |                                                                               |                                                                |
| 114  | 23/05/1987 | Primera División 1987-1988 | Barcellona      | 2 - 1     | Real Madrid          | Lineker (39), Roberto (60 rig.)                                               | Hugo Sánchez (53)                                              |
| 115  | 02/01/1988 | Primera División 1988-1989 | Real Madrid     | 2 - 1     | Barcellona           | Schuster (30 rig.)                                                            | Hugo Sánchez (22 rig., 41)                                     |
| 116  | 30/04/1988 | Primera División 1988-1989 | Barcellona      | 2 - 0     | Real Madrid          | Carrasco (1), Lineker (70)                                                    |                                                                |
| 117  | 22/10/1988 | Primera División 1989-1990 | Real Madrid     | 3 - 2     | Barcellona           | Bakero (21), Carrasco (70)                                                    | Hugo Sánchez (57), Aldana (59), Gordillo (81)                  |
| 118  | 01/04/1989 | Primera División 1989-1990 | Barcellona      | 0 - 0     | Real Madrid          |                                                                               |                                                                |
| 119  | 07/10/1989 | Primera División 1990-1991 | Barcellona      | 3 - 1     | Real Madrid          | Salinas (10), Koeman (74 rig., 89 rig.)                                       | Hugo Sánchez (5 rig.)                                          |
| 120  | 15/02/1990 | Primera División 1990-1991 | Real Madrid     | 3 - 2     | Barcellona           | Salinas (54, 57)                                                              | Míchel (24), Butragueño (45), Hugo Sánchez (46 rig.)           |
| 121  | 19/01/1991 | Primera División 1990-1991 | Barcellona      | 2 - 1     | Real Madrid          | Laudrup (18), Spasić (62 aut.)                                                | Butragueño (28)                                                |
| 122  | 08/06/1991 | Primera División 1990-1991 | Real Madrid     | 1 - 0     | Barcellona           |                                                                               | Aldana (47)                                                    |
| 123  | 19/10/1991 | Primera División 1991-1992 | Real Madrid     | 1 - 1     | Barcellona           | Koeman (58 rig.)                                                              | Prosinečki (19)                                                |
| 124  | 07/03/1992 | Primera División 1991-1992 | Barcellona      | 1 - 1     | Real Madrid          | Koeman (36)                                                                   | Hierro (66)                                                    |
| 125  | 05/09/1992 | Primera División 1992-1993 | Barcellona      | 2 - 1     | Real Madrid          | Bakero (4), Stoichkov (87)                                                    | Míchel (71 rig.)                                               |
| 126  | 30/01/1993 | Primera División 1992-1993 | Real Madrid     | 2 - 1     | Barcellona           | Amor (15)                                                                     | Zamorano (9), Míchel (41 rig.)                                 |
| 127  | 08/01/1994 | Primera División 1993-1994 | Barcellona      | 5 - 0     | Real Madrid          | Romário (24, 56, 81), Koeman (47), Iglesias (86)                              |                                                                |
| 128  | 07/05/1994 | Primera División 1993-1994 | Real Madrid     | 0 - 1     | Barcellona           | Amor (77)                                                                     |                                                                |
| 129  | 07/01/1995 | Primera División 1994-1995 | Real Madrid     | 5 - 0     | Barcellona           |                                                                               | Zamorano (5, 21, 39), Luis Enrique (68), Amavisca (70)         |
| 130  | 27/05/1995 | Primera División 1994-1995 | Barcellona      | 1 - 0     | Real Madrid          | Nadal (62)                                                                    |                                                                |
| 131  | 30/09/1995 | Primera División 1995-1996 | Real Madrid     | 1 - 1     | Barcellona           | Roger (31)                                                                    | Raúl (12)                                                      |
| 132  | 10/02/1996 | Primera División 1995-1996 | Barcellona      | 3 - 0     | Real Madrid          | Kodro (37, 90), Figo (71)                                                     |                                                                |
| 133  | 07/12/1996 | Primera División 1996-1997 | Real Madrid     | 2 - 0     | Barcellona           |                                                                               | Šuker (24), Mijatović (48)                                     |
| 134  | 10/05/1997 | Primera División 1996-1997 | Barcellona      | 1 - 0     | Real Madrid          | Ronaldo (44)                                                                  |                                                                |
| 135  | 01/11/1997 | Primera División 1997-1998 | Real Madrid     | 2 - 3     | Barcellona           | Rivaldo (5), Luis Enrique (50), Giovanni (79)                                 | Raúl (48), Šuker (61)                                          |
| 136  | 07/03/1998 | Primera División 1997-1998 | Barcellona      | 3 - 0     | Real Madrid          | Anderson (69), Figo (80), Giovanni (85)                                       |                                                                |
| 137  | 19/09/1998 | Primera División 1998-1999 | Real Madrid     | 2 - 2     | Barcellona           | Kluivert (12), Anderson (82)                                                  | Raúl (7, 25)                                                   |
| 138  | 14/02/1999 | Primera División 1998-1999 | Barcellona      | 3 - 0     | Real Madrid          | Luis Enrique (4, 36), Rivaldo (80)                                            |                                                                |
| 139  | 13/10/1999 | Primera División 1999-2000 | Barcellona      | 2 - 2     | Real Madrid          | Rivaldo (28), Figo (49)                                                       | Raúl (26, 86)                                                  |
| 140  | 26/02/2000 | Primera División 1999-2000 | Real Madrid     | 3 - 0     | Barcellona           |                                                                               | Roberto Carlos (5), Anelka (19), Morientes (52)                |
| 141  | 21/10/2000 | Primera División 2000-2001 | Barcellona      | 2 - 0     | Real Madrid          | Luis Enrique (26), Simão (79)                                                 |                                                                |
| 142  | 03/03/2001 | Primera División 2000-2001 | Real Madrid     | 2 - 2     | Barcellona           | Rivaldo (35, 69)                                                              | Raúl (6, 36)                                                   |
| 143  | 04/11/2001 | Primera División 2001-2002 | Real Madrid     | 2 - 0     | Barcellona           |                                                                               | Morientes (23), Figo (89)                                      |
| 144  | 16/03/2002 | Primera División 2001-2002 | Barcellona      | 1 - 1     | Real Madrid          | Xavi (58)                                                                     | Zidane (38)                                                    |
| 145  | 23/11/2002 | Primera División 2002-2003 | Barcellona      | 0 - 0     | Real Madrid          |                                                                               |                                                                |
| 146  | 19/04/2003 | Primera División 2002-2003 | Real Madrid     | 1 - 1     | Barcellona           | Luis Enrique (32)                                                             | Ronaldo (16)                                                   |
| 147  | 06/12/2003 | Primera División 2003-2004 | Barcellona      | 1 - 2     | Real Madrid          | Kluivert (83)                                                                 | Roberto Carlos (37), Ronaldo (73)                              |
| 148  | 25/04/2004 | Primera División 2003-2004 | Real Madrid     | 1 - 2     | Barcellona           | Kluivert (56), Xavi (86)                                                      | Solari (53)                                                    |
| 149  | 20/11/2004 | Primera División 2004-2005 | Barcellona      | 3 - 0     | Real Madrid          | Eto'o (23), Van Bronckhorst (42), Ronaldinho (75 rig.)                        |                                                                |
| 150  | 10/04/2005 | Primera División 2004-2005 | Real Madrid     | 4 - 2     | Barcellona           | Eto'o (28), Ronaldinho (73)                                                   | Zidane (6), Ronaldo (19), Raúl (45+2), Owen (65)               |
| 151  | 19/11/2005 | Primera División 2005-2006 | Real Madrid     | 0 - 3     | Barcellona           | Eto'o (14), Ronaldinho (59, 77)                                               |                                                                |
| 152  | 01/04/2006 | Primera División 2005-2006 | Barcellona      | 1 - 1     | Real Madrid          | Ronaldinho (20 rig.)                                                          | Ronaldo (36)                                                   |
| 153  | 22/10/2006 | Primera División 2006-2007 | Real Madrid     | 2 - 0     | Barcellona           |                                                                               | Raúl (3), Van Nistelrooy (50)                                  |
| 154  | 10/03/2007 | Primera División 2006-2007 | Barcellona      | 3 - 3     | Real Madrid          | Messi (10, 27, 88)                                                            | Van Nistelrooy (4, 12 rig.), Ramos (72)                        |
| 155  | 23/12/2007 | Primera División 2007-2008 | Barcellona      | 0 - 1     | Real Madrid          |                                                                               | Baptista (35)                                                  |
| 156  | 07/05/2008 | Primera División 2007-2008 | Real Madrid     | 4 - 1     | Barcellona           | Henry (86)                                                                    | Raúl (12), Robben (20), Higuaín (62), Van Nistelrooy (77 rig.) |
| 157  | 13/12/2008 | Primera División 2008-2009 | Barcellona      | 2 - 0     | Real Madrid          | Eto'o (83), Messi (89)                                                        |                                                                |
| 158  | 02/05/2009 | Primera División 2008-2009 | Real Madrid     | 2 - 6     | Barcellona           | Henry (18, 58), Puyol (20), Messi (36, 75), Piqué (83)                        | Higuaín (14), Ramos (56)                                       |
| 159  | 29/11/2009 | Primera División 2009-2010 | Barcellona      | 1 - 0     | Real Madrid          | Ibrahimović (56)                                                              |                                                                |
| 160  | 10/04/2010 | Primera División 2009-2010 | Real Madrid     | 0 - 2     | Barcellona           | Messi (32), Pedro (55)                                                        |                                                                |
| 161  | 29/11/2010 | Primera División 2010-2011 | Barcellona      | 5 - 0     | Real Madrid          | Xavi (9), Pedro (17), Villa (54, 56), Jeffrén (90)                            |                                                                |
| 162  | 16/04/2011 | Primera División 2010-2011 | Real Madrid     | 1 - 1     | Barcellona           | Messi (53 rig.)                                                               | C. Ronaldo (81 rig.)                                           |
| 163  | 10/12/2011 | Primera División 2011-2012 | Real Madrid     | 1 - 3     | Barcellona           | Sánchez (29), Xavi (53), Fàbregas (66)                                        | Benzema (1)                                                    |
| 164  | 21/04/2012 | Primera División 2011-2012 | Barcellona      | 1 - 2     | Real Madrid          | Sánchez (70)                                                                  | Khedira (16), C. Ronaldo (73)                                  |
| 165  | 07/10/2012 | Primera División 2012-2013 | Barcellona      | 2 - 2     | Real Madrid          | Messi (31, 60)                                                                | C. Ronaldo (22, 66)                                            |
| 166  | 02/03/2013 | Primera División 2012-2013 | Real Madrid     | 2 - 1     | Barcellona           | Messi (18)                                                                    | Benzema (6), Ramos (81)                                        |
| 167  | 26/10/2013 | Primera División 2013-2014 | Barcellona      | 2 - 1     | Real Madrid          | Neymar (18), Sánchez (78)                                                     | Jesé (90)                                                      |
| 168  | 23/03/2014 | Primera División 2013-2014 | Real Madrid     | 3 - 4     | Barcellona           | Iniesta (7), Messi (42, 65 rig., 84 rig.)                                     | Benzema (20, 24), C. Ronaldo (55 rig.)                         |
| 169  | 25/10/2014 | Primera División 2014-2015 | Real Madrid     | 3 - 1     | Barcellona           | Neymar (4)                                                                    | C. Ronaldo (35 rig.), Pepe (50), Benzema (61)                  |
| 170  | 22/03/2015 | Primera División 2014-2015 | Barcellona      | 2 - 1     | Real Madrid          | Mathieu (19), L. Suárez (56)                                                  | C. Ronaldo (31)                                                |
| 171  | 21/11/2015 | Primera División 2015-2016 | Real Madrid     | 0 - 4     | Barcellona           | L. Suárez (11, 74), Neymar (39), Iniesta (53)                                 |                                                                |
| 172  | 02/04/2016 | Primera División 2015-2016 | Barcellona      | 1 - 2     | Real Madrid          | Piqué (56)                                                                    | Benzema (62), C. Ronaldo (85)                                  |
| 173  | 03/12/2016 | Primera División 2016-2017 | Barcellona      | 1 - 1     | Real Madrid          | L. Suárez (53)                                                                | Ramos (90)                                                     |
| 174  | 23/04/2017 | Primera División 2016-2017 | Real Madrid     | 2 - 3     | Barcellona           | Messi (33, 90+2), Rakitić (73)                                                | Casemiro (28), Rodríguez (85)                                  |
| 175  | 23/12/2017 | Primera División 2017-2018 | Real Madrid     | 0 - 3     | Barcellona           | L. Suárez (54), Messi (64 rig.), Al. Vidal (90+3)                             |                                                                |
| 176  | 06/05/2018 | Primera División 2017-2018 | Barcellona      | 2 - 2     | Real Madrid          | L. Suárez (10), Messi (52)                                                    | C. Ronaldo (14), Bale (72)                                     |
| 177  | 28/10/2018 | Primera División 2018-2019 | Barcellona      | 5 - 1     | Real Madrid          | L. Suárez (30 rig., 75, 83), Coutinho (11), Ar. Vidal (87)                    | Marcelo (50)                                                   |
| 178  | 02/03/2019 | Primera División 2018-2019 | Real Madrid     | 0 - 1     | Barcellona           | Rakitić (26)                                                                  |                                                                |
| 179  | 18/12/2019 | Primera División 2019-2020 | Barcellona      | 0 - 0     | Real Madrid          |                                                                               |                                                                |
| 180  | 01/03/2020 | Primera División 2019-2020 | Real Madrid     | 2 - 0     | Barcellona           |                                                                               | Vinícius Jr. (71), Mariano (90+2)                              |
| 181  | 24/10/2020 | Primera División 2020-2021 | Barcellona      | 1 - 3     | Real Madrid          | Fati (8)                                                                      | Valverde (5), Ramos (63 rig.), Modrić (90)                     |
| 182  | 10/04/2021 | Primera División 2020-2021 | Real Madrid     | 2 - 1     | Barcellona           | Mingueza (60)                                                                 | Benzema (13), Kroos (28)                                       |
| 183  | 24/10/2021 | Primera División 2021-2022 | Barcellona      | 1 - 2     | Real Madrid          | Agüero (90+7)                                                                 | Alaba (32), Vázquez (90+4)                                     |
| 184  | 20/03/2022 | Primera División 2021-2022 | Real Madrid     | 0 - 4     | Barcellona           | Aubameyang (29, 50), Araújo (38), Torres (47)                                 |                                                                |
| 185  | 16/10/2022 | Primera División 2022-2023 | Real Madrid     | 3 - 1     | Barcellona           | Torres (83)                                                                   | Benzema (12), Valverde (35), Rodrygo (90+1 rig.)               |
| 186  | 19/03/2023 | Primera División 2022-2023 | Barcellona      | 2 - 1     | Real Madrid          | Sergi Roberto (45), Kessié (90+2)                                             | Araújo (9 aut.)                                                |
| 187  | 28/10/2023 | Primera División 2023-2024 | Barcellona      | 1 - 2     | Real Madrid          | Gündoğan (6)                                                                  | Bellingham (68, 90+2)                                          |
| 188  | 21/04/2024 | Primera División 2023-2024 | Real Madrid     | 3 - 2     | Barcellona           | Christensen (6), López (69)                                                   | Vinícius (18 rig.), Vázquez (73), Bellingham (90+1)            |
| 189  | 26/10/2024 | Primera División 2024-2025 | Real Madrid     | 0 - 4     | Barcellona           | Lewandowski (54, 56), Yamal (77), Raphinha (85)                               |                                                                |
| 190  | 11/05/2025 | Primera División 2024-2025 | Barcellona      | 4 - 3     | Real Madrid          | E. García (19), Yamal (32), Raphinha (34, 45)                                 | Mbappé (5 rig., 14, 70)                                        |

### Coppa di Spagna
| Num. | Stagione                          | Squadra in casa | Risultato   | Squadra in trasferta | Reti Barcellona                                                   | Reti Real Madrid                                                                         |
| ---- | --------------------------------- | --------------- | ----------- | -------------------- | ----------------------------------------------------------------- | ---------------------------------------------------------------------------------------- |
| 1    | Coppa del Re 1916                 | Barcellona      | 2 - 1       | Real Madrid          | Alcántara (39), Martínez (85)                                     | Bernabéu                                                                                 |
| 2    | Coppa del Re 1916                 | Real Madrid     | 4 - 1       | Barcellona           | Martínez (22)                                                     | Bernabéu (15 rig., 31, 62), Petit (77)                                                   |
| 3    | Coppa del Re 1916                 | Real Madrid     | 6 - 6 (dts) | Barcellona           | Alcántara (15, 30, 102), Mallorquí (67), Bau (70), Martínez (112) | Belaunde (2, ?, 87), Bernabéu (?, ?, 118 rig.)                                           |
| 4    | Coppa del Re 1916                 | Real Madrid     | 4 - 2 (dts) | Barcellona           | Martínez (11, 38)                                                 | Bernabéu, Zabala, Sotero 2                                                               |
| 5    | Coppa del Re 1926                 | Real Madrid     | 1 - 5       | Barcellona           | Samitier (19, 26, 43, 64), Piera (79)                             | Monjardín (47)                                                                           |
| 6    | Coppa del Re 1926                 | Barcellona      | 3 - 0       | Real Madrid          | Piera (8), Samitier (18, 51)                                      |                                                                                          |
| 7    | Copa de la República 1936         | Real Madrid     | 2 - 1       | Barcellona           | Escolà (29)                                                       | Eugenio (6), Lécue (12)                                                                  |
| 8    | Coppa del Generalissimo 1943      | Barcellona      | 3 - 0       | Real Madrid          | Valle (34), Escolá (43), Sospedra (60)                            |                                                                                          |
| 9    | Coppa del Generalissimo 1943      | Real Madrid     | 11 - 1      | Barcellona           | Martín (89)                                                       | Pruden (5, 32, 35), Barinaga (30, 42, 44, 87), Alonso (37, 74), Curta (39), Botella (85) |
| 10   | Coppa del Generalissimo 1954      | Real Madrid     | 1 - 0       | Barcellona           |                                                                   | Mateos (86)                                                                              |
| 11   | Coppa del Generalissimo 1954      | Barcellona      | 3 - 1       | Real Madrid          | César (9, 12), Biosca (87)                                        | Pérez Payá (24)                                                                          |
| 12   | Coppa del Generalissimo 1957      | Real Madrid     | 2 - 2       | Barcellona           | Kubala (14), Basora (53)                                          | Di Stéfano (20 rig., 35)                                                                 |
| 13   | Coppa del Generalissimo 1957      | Barcellona      | 6 - 1       | Real Madrid          | Martínez (4, 48, 50, 63), Kubala (35), Villaverde (79)            | Olivella (aut. 75)                                                                       |
| 14   | Coppa del Generalissimo 1958-1959 | Real Madrid     | 2 - 4       | Barcellona           | Kocsis (51, 69), Luis Suárez (67, 71)                             | Puskas (20), Mateos (35)                                                                 |
| 15   | Coppa del Generalissimo 1958-1959 | Barcellona      | 3 - 1       | Real Madrid          | Luis Suárez (34 rig., 44), Villaverde (63)                        | Gento (36)                                                                               |
| 16   | Coppa del Generalissimo 1961-1962 | Real Madrid     | 0 - 1       | Barcellona           | Martínez (62)                                                     |                                                                                          |
| 17   | Coppa del Generalissimo 1961-1962 | Barcellona      | 1 - 3       | Real Madrid          | Pereda (85)                                                       | Del Sol (65), Puskas (83), Gento (90)                                                    |
| 18   | Coppa del Generalissimo 1967-1968 | Real Madrid     | 0 - 1       | Barcellona           | Zunzunegui (6 aut.)                                               |                                                                                          |
| 19   | Coppa del Generalissimo 1969-1970 | Real Madrid     | 2 - 0       | Barcellona           |                                                                   | Grosso (5), Amancio (44)                                                                 |
| 20   | Coppa del Generalissimo 1969-1970 | Barcellona      | 1 - 1       | Real Madrid          | Rexach (45)                                                       | Amancio (60 rig.)                                                                        |
| 21   | Coppa del Generalissimo 1973-1974 | Real Madrid     | 4 - 0       | Barcellona           |                                                                   | Santillana (6), Rubiñán (47), Aguilar (50), Pirri (83)                                   |
| 22   | Coppa del Re 1982-1983            | Barcellona      | 2 - 1       | Real Madrid          | Víctor (32), Marcos (90)                                          | Santillana (50)                                                                          |
| 23   | Coppa del Re 1989-1990            | Barcellona      | 2 - 0       | Real Madrid          | Amor (68), Salinas (90)                                           |                                                                                          |
| 24   | Coppa del Re 1992-1993            | Real Madrid     | 1 - 1       | Barcellona           | Bakero (30)                                                       | Zamorano (40)                                                                            |
| 25   | Coppa del Re 1992-1993            | Barcellona      | 1 - 2       | Real Madrid          | Laudrup (87)                                                      | Míchel (24 rig.), Zamorano (82)                                                          |
| 26   | Coppa del Re 1996-1997            | Barcellona      | 3 - 2       | Real Madrid          | Ronaldo (13), Nadal (70), Giovanni (79)                           | Šuker (16), Hierro (67)                                                                  |
| 27   | Coppa del Re 1996-1997            | Real Madrid     | 1 - 1       | Barcellona           | Roberto Carlos (69 aut.)                                          | Šuker (80 rig.)                                                                          |
| 28   | Coppa del Re 2010-2011            | Barcellona      | 0 - 1 (dts) | Real Madrid          |                                                                   | C. Ronaldo (103)                                                                         |
| 29   | Coppa del Re 2011-2012            | Real Madrid     | 1 - 2       | Barcellona           | Puyol (49), Abidal (77)                                           | C. Ronaldo (10)                                                                          |
| 30   | Coppa del Re 2011-2012            | Barcellona      | 2 - 2       | Real Madrid          | Pedro (43), Alves (45+3)                                          | C. Ronaldo (68), Benzema (72)                                                            |
| 31   | Coppa del Re 2012-2013            | Real Madrid     | 1 - 1       | Barcellona           | Fàbregas (50)                                                     | Varane (82)                                                                              |
| 32   | Coppa del Re 2012-2013            | Barcellona      | 1 - 3       | Real Madrid          | Alba (89)                                                         | C. Ronaldo (13 rig., 57), Varane (68)                                                    |
| 33   | Copa del Rey 2013-2014            | Real Madrid     | 2 - 1       | Barcellona           | Bartra (68)                                                       | Di María (11), Bale (85)                                                                 |
| 34   | Coppa del Re 2018-2019            | Barcellona      | 1 - 1       | Real Madrid          | Malcom (57)                                                       | Vázquez (6)                                                                              |
| 35   | Coppa del Re 2018-2019            | Real Madrid     | 0 - 3       | Barcellona           | L. Suárez (50, 73 rig.), Varane (69 aut.)                         |                                                                                          |
| 36   | Coppa del Re 2022-2023            | Real Madrid     | 0 - 1       | Barcellona           | Militão (26 aut.)                                                 |                                                                                          |
| 37   | Coppa del Re 2022-2023            | Barcellona      | 0 - 4       | Real Madrid          |                                                                   | Vinícius Júnior (45+1), Benzema (50, 58 rig., 80)                                        |

### Coppa di Lega spagnola
| Num. | Stagione             | Squadra in casa | Risultato | Squadra in trasferta | Reti Barcellona                             | Reti Real Madrid                   |
| ---- | -------------------- | --------------- | --------- | -------------------- | ------------------------------------------- | ---------------------------------- |
| 1    | Copa de la Liga 1983 | Real Madrid     | 2 - 2     | Barcellona           | Carrasco (50), Maradona (57)                | Del Bosque (63), Juanito (69 rig.) |
| 2    | Copa de la Liga 1983 | Barcellona      | 2 - 1     | Real Madrid          | Maradona (19 rig.), Alexanko (20)           | Santillana (84)                    |
| 3    | Copa de la Liga 1985 | Barcellona      | 2 - 2     | Real Madrid          | Clos (40), Marcos (44)                      | Valdano (67), Juanito (75)         |
| 4    | Copa de la Liga 1985 | Real Madrid     | 1 - 1     | Barcellona           | Moratalla (57)                              | Valdano (83)                       |
| 5    | Copa de la Liga 1986 | Barcellona      | 2 - 2     | Real Madrid          | Clos (24), Archibald (50)                   | Pardeza (36), Cholo (52)           |
| 6    | Copa de la Liga 1986 | Real Madrid     | 0 - 4     | Barcellona           | Amarilla (2, 41), Urbano (47), Esteban (67) |                                    |

### Supercoppa di Spagna
| Num. | Stagione                 | Squadra in casa | Risultato   | Squadra in trasferta | Reti Barcellona                                                | Reti Real Madrid                                    |
| ---- | ------------------------ | --------------- | ----------- | -------------------- | -------------------------------------------------------------- | --------------------------------------------------- |
| 1    | Supercopa de España 1988 | Real Madrid     | 2 - 0       | Barcellona           |                                                                | Míchel (71), Hugo Sánchez (78)                      |
| 2    | Supercopa de España 1988 | Barcellona      | 2 - 1       | Real Madrid          | Bakero (37, 77)                                                | Butragueño (14)                                     |
| 3    | Supercopa de España 1990 | Barcellona      | 0 - 1       | Real Madrid          |                                                                | Míchel (54)                                         |
| 4    | Supercopa de España 1990 | Real Madrid     | 4 - 1       | Barcellona           | Goikoetxea (20)                                                | Butragueño (21, 44), Hugo Sánchez (56), Aragón (70) |
| 5    | Supercopa de España 1993 | Real Madrid     | 3 - 1       | Barcellona           | Stoichkov (17)                                                 | Alfonso (35, 89), Zamorano (55)                     |
| 6    | Supercopa de España 1993 | Barcellona      | 1 - 1       | Real Madrid          | Bakero (65)                                                    | Zamorano (21)                                       |
| 7    | Supercopa de España 1997 | Barcellona      | 2 - 1       | Real Madrid          | Giovanni (1), Miguel Nadal (85)                                | Raúl (4)                                            |
| 8    | Supercopa de España 1997 | Real Madrid     | 4 - 1       | Barcellona           | Giovanni (80)                                                  | Raúl (42, 54), Mijatović (58), Seedorf (65)         |
| 9    | Supercopa de España 2011 | Real Madrid     | 2 - 2       | Barcellona           | Villa (36), Messi (45)                                         | Özil (13), Alonso (54)                              |
| 10   | Supercopa de España 2011 | Barcellona      | 3 - 2       | Real Madrid          | Iniesta (15), Messi (45, 88)                                   | C. Ronaldo (20), Benzema (82)                       |
| 11   | Supercopa de España 2012 | Barcellona      | 3 - 2       | Real Madrid          | Pedro (57), Messi (rig. 70), Xavi (77)                         | C. Ronaldo (55), Di María (85)                      |
| 12   | Supercopa de España 2012 | Real Madrid     | 2 - 1       | Barcellona           | Messi (45)                                                     | Higuaín (11), C. Ronaldo (19)                       |
| 13   | Supercopa de España 2017 | Barcellona      | 1 - 3       | Real Madrid          | Messi (77 rig.)                                                | Piqué (aut. 50), C. Ronaldo (80), Asensio (90)      |
| 14   | Supercopa de España 2017 | Real Madrid     | 2 - 0       | Barcellona           |                                                                | Asensio (4), Benzema (39)                           |
| 15   | Supercopa de España 2022 | Barcellona      | 2 - 3 (dts) | Real Madrid          | De Jong (41), Fati (83)                                        | Vinicius (25), Benzema (72), Valverde (98)          |
| 16   | Supercopa de España 2023 | Real Madrid     | 1 - 3       | Barcellona           | Gavi (33), Lewandowski (45), Pedri (69)                        | Benzema (90+3)                                      |
| 17   | Supercopa de España 2024 | Real Madrid     | 4 - 1       | Barcellona           | Lewandowski (33)                                               | Vinicius (7, 10, 39 rig.), Rodrygo (66)             |
| 18   | Supercopa de España 2025 | Real Madrid     | 2 - 5       | Barcellona           | Yamal (22), Lewandowski (36), Raphinha (39, 48), Balde (45+10) | Mbappé (5), Rodrygo (60)                            |

### UEFA Champions League
| Num. | Data       | Stagione                        | Squadra in casa | Risultato | Squadra in trasferta | Reti Barcellona            | Reti Real Madrid                 |
| ---- | ---------- | ------------------------------- | --------------- | --------- | -------------------- | -------------------------- | -------------------------------- |
| 1    | 21/04/1960 | Coppa dei Campioni 1959-1960    | Real Madrid     | 3 - 1     | Barcellona           | Martínez (37)              | Di Stéfano (17, 84), Puskás (28) |
| 2    | 27/04/1960 | Coppa dei Campioni 1959-1960    | Barcellona      | 1 - 3     | Real Madrid          | Kocsis (9)                 | Puskás (25, 75), Gento (68)      |
| 3    | 09/11/1960 | Coppa dei Campioni 1960-1961    | Real Madrid     | 2 - 2     | Barcellona           | Luis Suárez (27, 88 rig.)  | Mateos (1), Gento (33)           |
| 4    | 23/11/1960 | Coppa dei Campioni 1960-1961    | Barcellona      | 2 - 1     | Real Madrid          | Vergés (33), Evaristo (81) | Canário (87)                     |
| 5    | 23/04/2002 | UEFA Champions League 2001-2002 | Barcellona      | 0 - 2     | Real Madrid          |                            | Zidane (55), McManaman (90+2)    |
| 6    | 01/05/2002 | UEFA Champions League 2001-2002 | Real Madrid     | 1 - 1     | Barcellona           | Helguera (49 aut.)         | Raúl (43)                        |
| 7    | 27/04/2011 | UEFA Champions League 2010-2011 | Real Madrid     | 0 - 2     | Barcellona           | Messi (76, 87)             |                                  |
| 8    | 03/05/2011 | UEFA Champions League 2010-2011 | Barcellona      | 1 - 1     | Real Madrid          | Pedro (54)                 | Marcelo (64)                     |

### Amichevoli e altre partite
Real Madrid e Barcellona hanno giocato 37 amichevoli, tra cui il primo Clásico, il 13 maggio 1902.
| Num. | Data              | Torneo                           | Stadio                  | Squadra in casa | Risultato | Squadra in trasferta | Reti Barcellona                                                      | Reti Real Madrid                                          |
| ---- | ----------------- | -------------------------------- | ----------------------- | --------------- | --------- | -------------------- | -------------------------------------------------------------------- | --------------------------------------------------------- |
| 1    | 13 maggio 1902    | Copa de la Coronación            | Hipódromo               | Barcellona      | 3 - 1     | Real Madrid          | Steinberg (?, ?), Joan Gamper (?)                                    | Arthur Johnson (?)                                        |
| 2    | 13 maggio 1906    | Amichevole                       | Camp del calle Muntaner | Barcellona      | 5 - 2     | Real Madrid          | C. Wallace (?, ?), Ponz (?, ?), Forns (?)                            | Meléndez (?), Revuelto (?)                                |
| 3    | 1º novembre 1913  | Amichevole                       | Camp de la Indústria    | Barcellona      | 7 - 0     | Real Madrid          | Carlier (5, ?, ?), Alcántara (?), P. Wallace (?, ?), Greenwell (?)   |                                                           |
| 4    | 2 novembre 1913   | Amichevole                       | Camp de la Indústria    | Barcellona      | 1 - 0     | Real Madrid          | Alcántara (40)                                                       |                                                           |
| 5    | 6 gennaio 1914    | Amichevole                       | Camp de la Indústria    | Real Madrid     | 2 - 2     | Barcellona           | P. Wallace (?), Allack (?)                                           | Bernabéu (?, ?)                                           |
| 6    | 10 gennaio 1914   | Amichevole                       | Campo de O'Donnell      | Real Madrid     | 0 - 2     | Barcellona           | Alcántara (?), Allack (?)                                            |                                                           |
| 7    | 5 marzo 1916      | Amichevole                       | Camp de la Indústria    | Barcellona      | 3 - 0     | Real Madrid          | Vinyals (?, ?), Martínez (?)                                         |                                                           |
| 8    | 7 marzo 1916      | Amichevole                       | Camp de la Indústria    | Barcellona      | 0 - 0     | Real Madrid          |                                                                      |                                                           |
| 9    | 1º novembre 1917  | Amichevole                       | Camp de la Indústria    | Barcellona      | 3 - 1     | Real Madrid          | Vinyals (15, ?, ?)                                                   | ?                                                         |
| 10   | 4 novembre 1917   | Amichevole                       | Camp de la Indústria    | Barcellona      | 4 - 1     | Real Madrid          | Vinyals (?), Hormeu (?), Sagi (?), Gumbau (?)                        | Machimbarrena (?)                                         |
| 11   | 20 maggio 1918    | Amichevole                       | Campo de O'Donnell      | Real Madrid     | 1 - 2     | Barcellona           | Alcántara (?), Martínez (?)                                          | Bernabéu (?)                                              |
| 12   | 15 febbraio 1920  | Amichevole                       | Camp de la Indústria    | Barcellona      | 2 - 2     | Real Madrid          | Alcántara (?), Sancho (? rig.)                                       | Coma (? aut.), Mieg (?)                                   |
| 13   | 18 febbraio 1920  | Amichevole                       | Camp de la Indústria    | Barcellona      | 7 - 1     | Real Madrid          | Alcántara (?, ?, ?), Vinyals (?), Sancho (?), Plaza (?), Lakatos (?) | Mieg (?)                                                  |
| 14   | 11 gennaio 1921   | Amichevole                       | Camp de la Indústria    | Barcellona      | 3 - 0     | Real Madrid          | Gràcia (?, ?), Piera (?)                                             |                                                           |
| 15   | 15 marzo 1922     | Amichevole                       | Campo de O'Donnell      | Real Madrid     | 2 - 2     | Barcellona           | Martinez (5), Gràcia (10)                                            | Monjardin (40, ?)                                         |
| 16   | 2 febbraio 1927   | Amichevole                       | Camp de Les Corts       | Barcellona      | 0 - 0     | Real Madrid          |                                                                      |                                                           |
| 17   | 19 marzo 1927     | Amichevole                       | Chamartín               | Real Madrid     | 1 - 5     | Barcellona           | Pedrol (14, 73), Sagi (16), Samitier (35, 58)                        | Quesada (12)                                              |
| 18   | 20 marzo 1927     | Amichevole                       | Chamartín               | Real Madrid     | 1 - 5     | Barcellona           | Sastre (43, 75), Pedrol (50), Quesada (51 aut.)                      | Félix Pérez (80)                                          |
| 19   | 27 maggio 1928    | Torneo de Campeones              | Camp de Les Corts       | Barcellona      | 2 - 2     | Real Madrid          | Ramon (6), Arocha (58)                                               | Benegas (23), Esparza (80)                                |
| 20   | 3 giugno 1928     | Torneo de Campeones              | Chamartín               | Real Madrid     | 1 - 1     | Barcellona           | Arocha (87)                                                          | Rubio (32)                                                |
| 21   | 3 luglio 1932     | Amichevole                       | Camp de Les Corts       | Barcellona      | 2 - 2     | Real Madrid          | Samitier (39, 67)                                                    | Hilario (22), Olivares (54)                               |
| 22   | 25 novembre 1934  | Amichevole                       | Chamartín               | Real Madrid     | 5 - 1     | Barcellona           | Ramon (79)                                                           | Gurruchaga (15), Lazcano (47, 89), Regueiro (51, 57 rig.) |
| 23   | 15 settembre 1940 | Amichevole                       | Camp de Les Corts       | Barcellona      | 5 - 4     | Real Madrid          | Va (4, 49), Vergara (9), Valle (48), Bravo (73)                      | Barinaga (12, 78), Alday (46), Dindurra (67)              |
| 24   | 8 giugno 1941     | Amichevole                       | Chamartín               | Real Madrid     | 2 - 3     | Barcellona           | Bravo (7), Raich (28), Escolà (75)                                   | Arbiza (32), Alsúa (38)                                   |
| 25   | 31 ottobre 1943   | Juan Mojardín Tribute            | Chamartín               | Real Madrid     | 1 - 1     | Barcellona           | Betancourt (20)                                                      | J. Alonso (48)                                            |
| 26   | 26 dicembre 1943  | Antonio Franco Tribute           | Camp de Les Corts       | Barcellona      | 4 - 0     | Real Madrid          | Martín (13, 37, 40), Bravo (52)                                      |                                                           |
| 27   | 23 maggio 1948    | Torneo Históricos                | Camp de Les Corts       | Barcellona      | 1 - 0     | Real Madrid          | Amorós (37)                                                          |                                                           |
| 28   | 30 maggio 1948    | Torneo Históricos                | Nuevo Chamartín         | Real Madrid     | 0 - 1     | Barcellona           | Amorós (49)                                                          |                                                           |
| 29   | 30 agosto 1959    | Carranza                         | Ramón de Carranza       | Barcellona      | 3 - 4     | Real Madrid          | Czibor (12), Villaverde (71), Evaristo (79)                          | Puskás (39, 78), Gento (55), Di Stéfano (58)              |
| 30   | 31 agosto 1968    | Carranza                         | Ramón de Carranza       | Real Madrid     | 1 - 2     | Barcellona           | Juanito (24), Zaldúa (86)                                            | Gento (59)                                                |
| 31   | 30 maggio 1982    | Venezuela Cup                    | Farid Richa             | Real Madrid     | 1 - 0     | Barcellona           |                                                                      | Del Bosque (10)                                           |
| 32   | 1º maggio 1991    | Desafío Total Canal+             | Santiago Bernabéu       | Real Madrid     | 3 - 1     | Barcellona           | Goikoetxea (38)                                                      | Butragueño (16), Hierro (17), Villarroya (18)             |
| 33   | 11 settembre 1991 | Desafío Total Canal+             | Camp Nou                | Barcellona      | 1 - 1     | Real Madrid          | Nadal (67)                                                           | Aldana (72)                                               |
| 34   | 29 luglio 2017    | International Champions Cup 2017 | Hard Rock Stadium       | Real Madrid     | 2 - 3     | Barcellona           | Messi (3), Rakitić (7), Piqué (50)                                   | Kovačić (14), Asensio (36)                                |
| 35   | 24 luglio 2022    | Amichevole                       | Allegiant Stadium       | Real Madrid     | 0 - 1     | Barcellona           | Raphinha (27)                                                        |                                                           |
| 36   | 29 luglio 2023    | Amichevole                       | AT&T Stadium            | Real Madrid     | 0 - 3     | Barcellona           | Dembélé (15), López (85), Torres (90+1)                              |                                                           |
| 37   | 4 agosto 2024     | Amichevole                       | MetLife Stadium         | Real Madrid     | 1 - 2     | Barcellona           | Pau Víctor (42, 54)                                                  | Paz (82)                                                  |

### Partite delle squadre riserve
| Stagione                          | Squadra in casa | Squadra in trasferta | Risultato | |
| --------------------------------- | --- | --- | --- | --- |
| Coppa del Generalissimo 1974-1975 | Barcellona Atlètic | Castilla | 2 - 0 | |
| Coppa del Generalissimo 1974-1975 | Castilla | Barcellona Atlètic | 3 - 2 | |
| Segunda División 1982-1983        | Castilla | Barcellona Atlètic | 1 - 1 | |
| Segunda División 1982-1983        | Barcellona Atlètic | Castilla | 2 - 0 | |
| Segunda División 1983-1984        | Barcellona Atlètic | Castilla | 0 - 1 | |
| Segunda División 1983-1984        | Castilla | Barcellona Atlètic | 3 - 0 | |
| Segunda División 1984-1985        | Castilla | Barcellona Atlètic | 0 - 4 | |
| Segunda División 1984-1985        | Barcellona Atlètic | Castilla | 2 - 1 | |
| Segunda División 1985-1986        | Barcellona Atlètic | Castilla | 4 - 0 | |
| Segunda División 1985-1986        | Castilla | Barcellona Atlètic | 1 - 0 | |
| Segunda División 1986-1987        | Barcellona Atlètic | Castilla | 1 - 0 | |
| Segunda División 1986-1987        | Castilla | Barcellona Atlètic | 2 - 2 | |
| Segunda División 1987-1988        | Barcellona Atlètic | Castilla | 2 - 3 | |
| Segunda División 1987-1988        | Castilla | Barcellona Atlètic | 1 - 2 | |
| Segunda División 1988-1989        | Castilla | Barcellona Atlètic | 3 - 2 | |
| Segunda División 1988-1989        | Barcellona Atlètic | Castilla | 2 - 2 | |
| 1989-1991                         | Le due squadre non si affrontarono perché militanti in divisioni diverse. Per la stagione 1989-90 il Barcellona B retrocesse in 2ª B, seguita un anno dopo dal Real Madrid B dalla stagione 1990-91. Entrambe le squadre tornarono in 2ª per la stagione 1991-92.                                                    | Le due squadre non si affrontarono perché militanti in divisioni diverse. Per la stagione 1989-90 il Barcellona B retrocesse in 2ª B, seguita un anno dopo dal Real Madrid B dalla stagione 1990-91. Entrambe le squadre tornarono in 2ª per la stagione 1991-92.                                                    | Le due squadre non si affrontarono perché militanti in divisioni diverse. Per la stagione 1989-90 il Barcellona B retrocesse in 2ª B, seguita un anno dopo dal Real Madrid B dalla stagione 1990-91. Entrambe le squadre tornarono in 2ª per la stagione 1991-92.                                                    | Le due squadre non si affrontarono perché militanti in divisioni diverse. Per la stagione 1989-90 il Barcellona B retrocesse in 2ª B, seguita un anno dopo dal Real Madrid B dalla stagione 1990-91. Entrambe le squadre tornarono in 2ª per la stagione 1991-92.                                                    |
| Segunda División                  | Real Madrid B | Barcellona B | 1 - 0 | |
| Segunda División                  | Barcellona B | Real Madrid B | 3 - 3 | |
| Segunda División 1992-1993        | Real Madrid B | Barcellona B | 2 - 1 | |
| Segunda División 1992-1993        | Barcellona B | Real Madrid B | 2 - 2 | |
| Segunda División 1993-1994        | Real Madrid B | Barcellona B | 3 - 1 | |
| Segunda División 1993-1994        | Barcellona B | Real Madrid B | 1 - 1 | |
| Segunda División 1994-1995        | Barcellona B] | Real Madrid B | 4 - 1 | |
| Segunda División 1994-1995        | Real Madrid B | Barcellona B | 1 - 2 | |
| Segunda División 1995-1996        | Real Madrid B | Barcellona B | 2 - 0 | |
| Segunda División 1995-1996        | Barcellona B | Real Madrid B | 1 - 3 | |
| Segunda División 1996-1997        | Barcellona B | Real Madrid B | 1 - 2 | |
| Segunda División 1996-1997        | Real Madrid B | Barcellona B | 1 - 0 | |
| 1997-2012                         | Dopo la stagione 1996-97 ambo le squadre retrocessero in 2ª B. Nelle stagioni seguenti le due squadre non si affrontarono perché giocarono in divisioni differenti. Tornarono poi in 2ª divisione in momenti diversi, senza mai ritrovarsi. Si incontrarono nuovamente alla seconda giornata della stagione 2012-13. | Dopo la stagione 1996-97 ambo le squadre retrocessero in 2ª B. Nelle stagioni seguenti le due squadre non si affrontarono perché giocarono in divisioni differenti. Tornarono poi in 2ª divisione in momenti diversi, senza mai ritrovarsi. Si incontrarono nuovamente alla seconda giornata della stagione 2012-13. | Dopo la stagione 1996-97 ambo le squadre retrocessero in 2ª B. Nelle stagioni seguenti le due squadre non si affrontarono perché giocarono in divisioni differenti. Tornarono poi in 2ª divisione in momenti diversi, senza mai ritrovarsi. Si incontrarono nuovamente alla seconda giornata della stagione 2012-13. | Dopo la stagione 1996-97 ambo le squadre retrocessero in 2ª B. Nelle stagioni seguenti le due squadre non si affrontarono perché giocarono in divisioni differenti. Tornarono poi in 2ª divisione in momenti diversi, senza mai ritrovarsi. Si incontrarono nuovamente alla seconda giornata della stagione 2012-13. |
| Segunda División 2012-2013        | Real Madrid Castilla | Barcellona B | 3 - 2 | |
| Segunda División 2012-2013        | Barcellona B | Real Madrid Castilla | 3 - 1 | |
| Segunda División 2013-2014        | Barcellona B | Real Madrid Castilla | 2 - 0 | |
| Segunda División 2013-2014        | Real Madrid Castilla | Barcellona B | 3 - 1 | |

### Partite di Coppa di Spagna tra prima squadra e squadra riserve
| Stagione               | Turno | Turno   | Squadra in casa    | Squadra in trasferta | Risultato |
| ---------------------- | ----- | ------- | ------------------ | -------------------- | --------- |
| Coppa del Re 1980-1981 | G16   | Andata  | Real M. Castilla   | Barcellona           | 3 - 5     |
| Coppa del Re 1980-1981 | G16   | Ritorno | Barcellona         | Real M. Castilla     | 4 - 1     |
| Coppa del Re 1983-1984 | G16   | Andata  | Barcellona Atlètic | Real Madrid          | 0 - 0     |
| Coppa del Re 1983-1984 | G16   | Ritorno | Real Madrid        | Barcellona Atlètic   | 1 - 0     |

## Statistiche

### Distribuzione dei risultati
Le statistiche riportate di seguito sono aggiornate all'ultimo incontro, risalente all'11 maggio 2025.
| Competizione             | Giocate | Vittorie RM | Pareggio | Vittorie BAR | Gol RM | Gol BAR |
| ------------------------ | ------- | ----------- | -------- | ------------ | ------ | ------- |
| Primera División         | 190     | 79          | 35       | 76           | 307    | 309     |
| Coppa del Re             | 37      | 13          | 8        | 16           | 69     | 68      |
| Supercoppa di Spagna     | 18      | 10          | 2        | 6            | 40     | 29      |
| Coppa dell'Incoronazione | 1       | 0           | 0        | 1            | 1      | 3       |
| Coppa della Liga         | 6       | 0           | 4        | 2            | 8      | 13      |
| UEFA Champions League    | 8       | 3           | 3        | 2            | 13     | 10      |
| Tot. ufficiali           | 260     | 105         | 52       | 103          | 438    | 432     |
| Amichevoli               | 43      | 6           | 12       | 25           | 56     | 106     |
| Totale                   | 303     | 111         | 64       | 128          | 494    | 538     |

### Giocatori
I calciatori ancora in attività appaiono in grassetto.

#### Presenze
L'elenco seguente riporta i primatisti di presenze nel Clásico.
| Posizione | Nome            | Squadra     | Presenze |
| --------- | --------------- | ----------- | -------- |
| 1         | Sergio Ramos    | Real Madrid | 45       |
| 1         | Lionel Messi    | Barcellona  | 45       |
| 3         | Paco Gento      | Real Madrid | 42       |
| 3         | Manolo Sanchís  | Real Madrid | 42       |
| 3         | Xavi            | Barcellona  | 42       |
| 6         | Sergio Busquets | Barcellona  | 41       |
| 7         | Andrés Iniesta  | Barcellona  | 38       |
| 7         | Gerard Piqué    | Barcellona  | 38       |
| 9         | Fernando Hierro | Real Madrid | 37       |
| 9         | Raúl            | Real Madrid | 37       |
| 9         | Iker Casillas   | Real Madrid | 37       |
| 9         | Karim Benzema   | Real Madrid | 37       |

#### Marcatori
Nella tabella che segue, sono indicati i migliori marcatori del Clásico.
| Posizione | Nome               | Squadra                 | Reti |
| --------- | ------------------ | ----------------------- | ---- |
| 1         | Lionel Messi       | Barcellona              | 26   |
| 2         | Alfredo Di Stéfano | Real Madrid             | 18   |
| 2         | Cristiano Ronaldo  | Real Madrid             | 18   |
| 4         | Raúl               | Real Madrid             | 15   |
| 5         | Ferenc Puskás      | Real Madrid             | 14   |
| 5         | César Rodríguez    | Barcellona              | 14   |
| 5         | Paco Gento         | Real Madrid             | 14   |
| 8         | Santillana         | Real Madrid             | 12   |
| 9         | Luis Suárez        | Barcellona              | 11   |
| 10        | José Samitier      | Barcellona, Real Madrid | 10   |
| 10        | Hugo Sánchez       | Real Madrid             | 10   |
| 10        | Juanito            | Real Madrid             | 10   |
| 10        | Karim Benzema      | Real Madrid             | 10   |